# سيفاوي مندثر
سيفاوي مندثر أو سرخس سيفي مندثر (الاسم العلمي:Nephrolepis obliterata) هو نوع من النبات يتبع جنس السيفاوي من الفصيلة اللومارية.